# 安楽寺 (笛吹市)
安楽寺（あんらくじ）は、山梨県笛吹市石和町下平井に所在する真言宗智山派の寺院。山号は金剛山。本尊は聖観世音菩薩。甲斐国三十三観音霊場第25番札所。

## 立地と歴史的景観
所在する笛吹市石和町下平井は甲府盆地東部に位置し、笛吹川左岸・金川扇状地に立地する。古来から氾濫を繰り返す笛吹川の影響が比較的少ない微高地で、上平井・中川とともに考古遺跡が多く分布し、奈良時代・平安時代の遺跡も多い。古代の律令制下には上平井・中川・笛吹市一宮町坪井地区を含めて山梨郡玉井郷に含まれていたと考えられている。
中世には平井郷に含まれ、甲斐源氏の一族・平井氏が進出する。近世には下平井村が成立する。
一帯は古代甲斐国における後期国府所在地と推定されている笛吹市御坂町国衙の地に近く、また古代官道・甲斐路（御坂路、中世の「鎌倉往還」）にも近い。
甲斐国の国府は移転していたと考えられており、前期国府は笛吹市春日居町国府（こう）一帯に推定されている。一方、後期国府の所在地は『和名類聚抄』に「国衙在八代郡」と記されていることから、「国衙」地名の残る笛吹市御坂町国衙付近と推定されている。
甲斐路は東海道横走駅（静岡県御殿場市付近もしくは静岡県駿東郡小山町）から分岐する支路で、籠坂峠を越えて甲斐国府に至る道である。『延喜式』兵部省には甲斐路の宿駅として水市駅・川口駅・加吉駅の三駅の存在が記されている。このうち水市駅（みずいちのえき）の所在地に関しては笛吹市一宮町市之蔵に比定する説のほか、異説として笛吹市石和町平井や笛吹市御坂町上黒駒・笛吹市八代町奈良原に比定する説がある。

## 安楽寺の概要

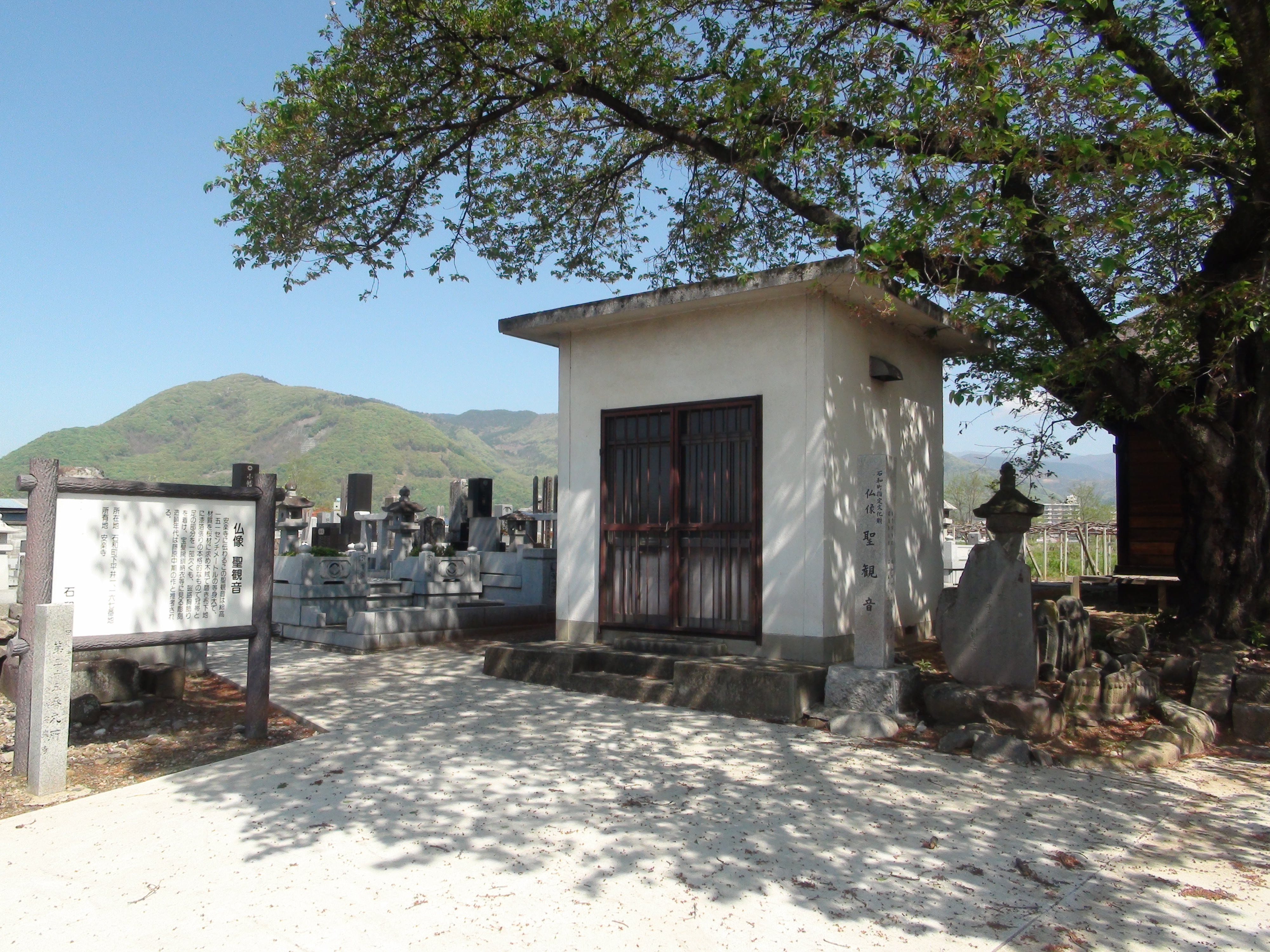
観音菩薩立像が納められていた保管庫

安楽寺の創建については不明であるが、江戸時代の貞享4年（1687年）には快貞により中興され、大蔵経寺の末寺として管理されてきた。その後、本堂と観音堂を焼失したが、明治9年（1876年）に再建された。しかし、明治14年（1881年）と明治40年（1907年）の大水害により寺の古記録を散逸したとのことであるが、本尊の聖観世音菩薩は被害を免れ、昭和48年（1973年）に文化財に指定された。
江戸後期の『甲斐国志』によれば、安楽寺の本尊は聖観音菩薩とされ、本尊として伝来する平安時代（10世紀）の観音菩薩立像がこれにあたると考えられている。また、安楽寺の如意輪観世音菩薩は、甲斐国三十三観音霊場の第25番札所の本尊として信仰を集めた。
安楽寺の観音菩薩立蔵は木造・漆箔。サクラ材。像高は146.8センチメートル。笛吹市指定文化財。衣紋の一部に翻波式が見られる。一帯は古代の国衙推定地に近いため、古代の観音菩薩信仰の像として注目されている。現在は2005年（平成17年）に開館した山梨県立博物館に収蔵されている。
また、笛吹市一宮町竹原田の満願寺（現在は曹洞宗寺院）は国衙推定地・甲斐路に近い地理的条件が安楽寺と共通し、同様に平安時代（10世紀）作の十一面観音菩薩立像が伝来している。

## 伽藍
- 本堂
- 保管庫

## 御詠歌
聞くからに
清き平井の
尽きぬ水
涼しき空に
松風の音

## 前後の札所
甲斐国三十三観音霊場
24  清光院　--　25 安楽寺　--　26  心月院